# Doctor honoris causa

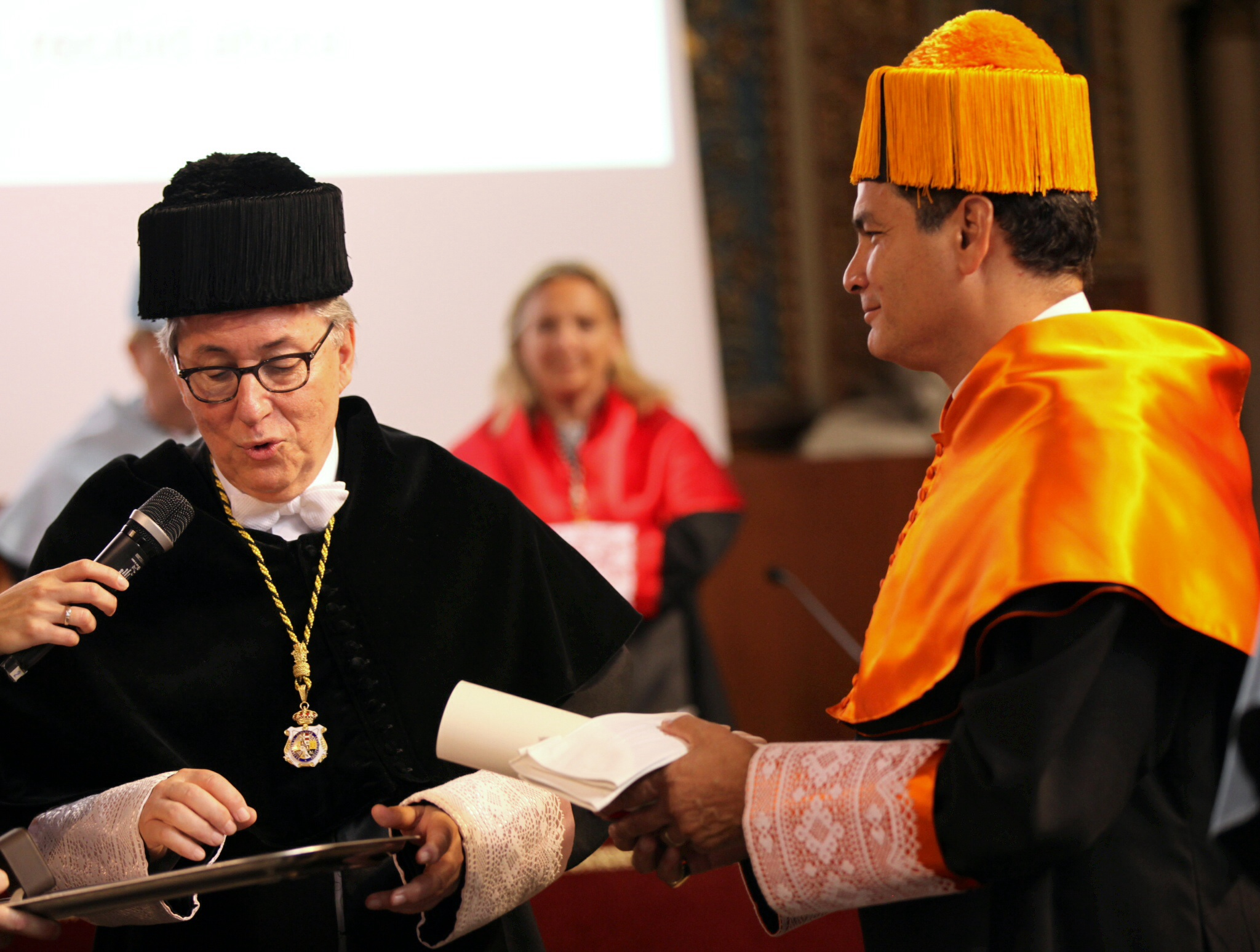
Cerimònia de conferiment del títol de doctor honoris causa a Rafael Correa, president d'Equador, per la Universitat de Barcelona

Doctor honoris causa és una locució llatina que significa doctor per la causa de l'honor. És un títol honorífic concedit per universitats i centres d'estudis superiors a personatges que s'han destacat en certs àmbits professionals, polítics, científics o artístics però que no són doctors per la Universitat que els concedeix el títol. La persona que rep el títol pot ser ja doctor per una altra universitat (per exemple, Joan Veny és doctor per la Universitat de Barcelona i doctor honoris causa per la de València i la de les Illes Balears) o no ser-ho amb anterioritat (per exemple, Victòria dels Àngels fou doctor honoris causa per la Universitat de Barcelona o Jaume Aragall ho és per la de Girona).
El primer doctorat honoris causa del qual es té notícia fou el concedit a Lionel Woodville, en la dècada de 1470, per la Universitat d'Oxford. Es diu que Theodore Hesburgh ha estat la persona que més n'ha rebut (150). El primer doctorat honoris causa per la Universitat de Barcelona fou concedit simultàniament, el 19 de març del 1931, als metges francesos Emmanuel Hédon i Émile Forgue. La primera dona doctora honoris causa per aquesta universitat fou Victòria dels Àngels el 1987. Ja el 1900 Marie von Ebner-Eschenbach va rebre un doctorat honoris causa per la Universitat de Viena. Mildred K. Pope fou la primera dona en rebre un doctorat honoris causa per una universitat francesa, la de Bordeus, el 1939
La cerimònia de conferiment del títol varia segons les diferents tradicions universitàries; es pot fer en una cerimònia separada o en el decurs d'una cerimònia de graduació d'estudiants o d'inauguració de curs. En la nostra tradició, la cerimònia es fa solemnement, habitualment en el paranimf de la universitat, i en el decurs de la cerimònia es llegeix l'acta de nomenament, el padrí del doctorand en fa una "laudatio", se li imposen els símbols del doctorat (segons les universitats, medalla o anell, birret, i/o guants) i se li lliura el diploma. El nou doctor honoris causa llegeix el discurs d'investidura. El protocol se sol cloure amb l'himne de la universitat, el Gaudeamus igitur.
Algunes universitats dels Estats Units (com el MIT,  Cornell o  Stanford) no confereixen aquest tipus de títols, ja que així ho estableix la seva política acadèmica.

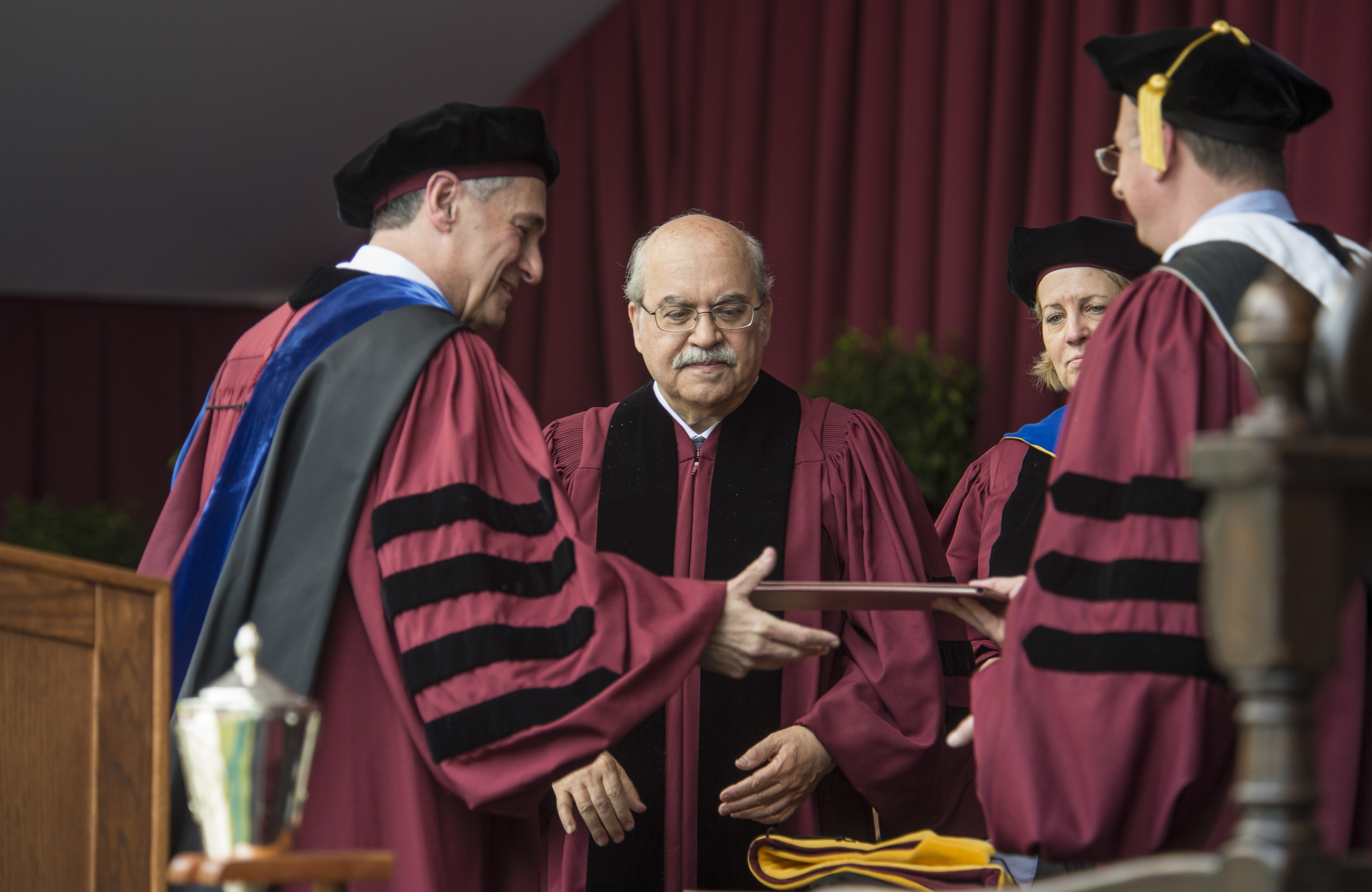
Andreu Mas-Colell rep el títol de doctor honoris causa per la Universitat de Chicago

Exemples de les universitats de parla catalana: UIB, Universitat de Barcelona, Universitat Autònoma de Barcelona, Universitat d'Alacant, Universitat de Lleida, Universitat de València, Universitat de Vic, Universitat Jaume I, Universitat Politècnica de Catalunya, Universitat Pompeu Fabra, Universitat Rovira i Virgili, Universitat de Girona i Universitat Oberta de Catalunya.